# Rabindranath Tagore
Rabindranath Tagore (født 7. maj 1861, død 7. august 1941) var en indisk forfatter, komponist, filosof, maler og musiker. Han modtog i 1913 Nobelprisen i litteratur som den første person fra Asien. Han stammer fra Kolkata og begyndte allerede som otte-årig at skrive digte. Han udgav sine første større samling af digte i 1877 og begyndte som 16-årig at skrive sine første noveller og dramaer. Senere i livet støttede han den indiske kamp for uafhængighed og blev venner med Mahatma Gandhi.
Derudover er han opført som forfatter til Bangladeshs nationalsang.
Han blev i 1915 adlet af George 5., men afviste ridderskabet i protest mod Jallianwala Bagh-massakren i 1919.